# NGC 2486
NGC 2486 је спирална галаксија у сазвежђу Близанци која се налази на NGC листи објеката дубоког неба.
Деклинација објекта је + 25° 9' 40" а ректасцензија 7h 57m 56,5s. Привидна величина (магнитуда) објекта NGC 2486 износи 13,3 а фотографска магнитуда 14,2. NGC 2486 је још познат и под ознакама UGC 4123, MCG 4-19-11, CGCG 118-29, KCPG 150A, PGC 22317.